# Heliophorus epicles
Heliophorus epicles är en fjärilsart som beskrevs av Jean Baptiste Godart 1823. Heliophorus epicles ingår i släktet Heliophorus och familjen juvelvingar. Inga underarter finns listade i Catalogue of Life.

## Bildgalleri

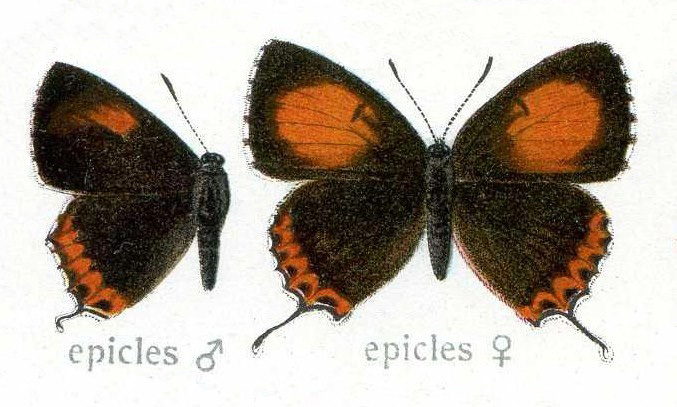
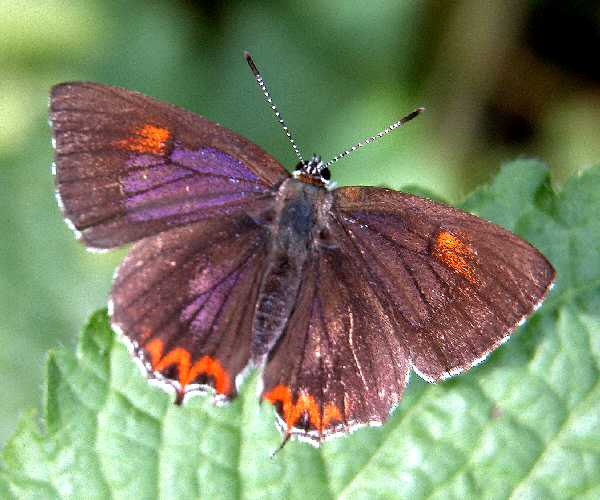
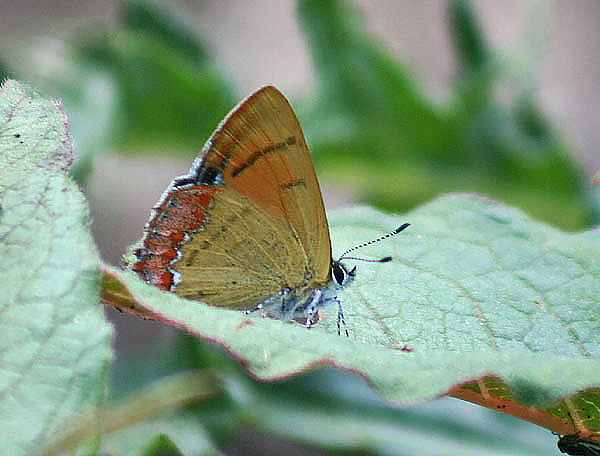
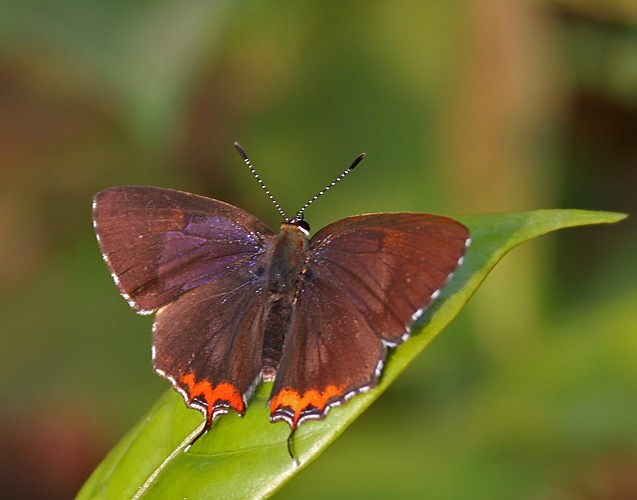
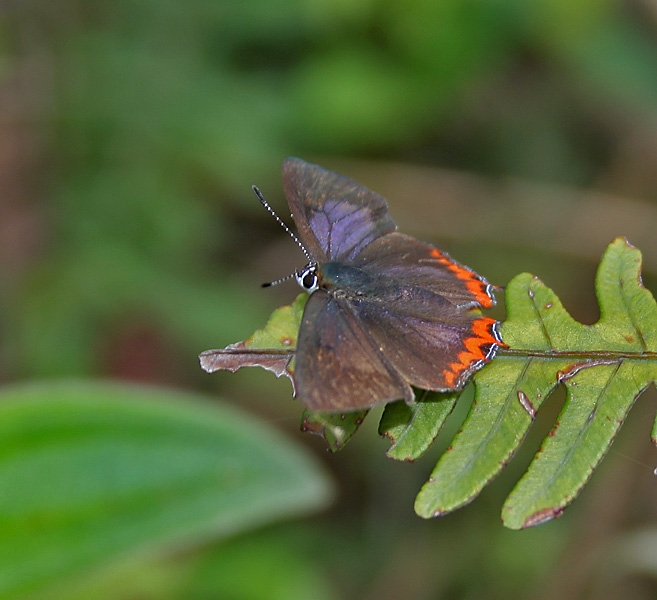
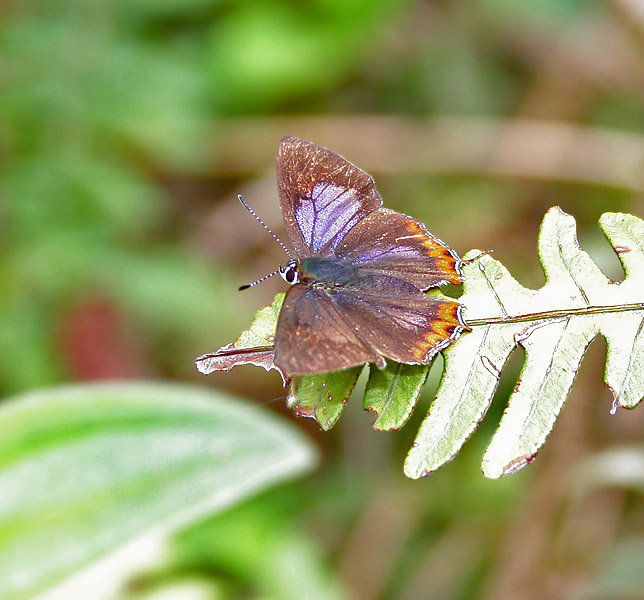
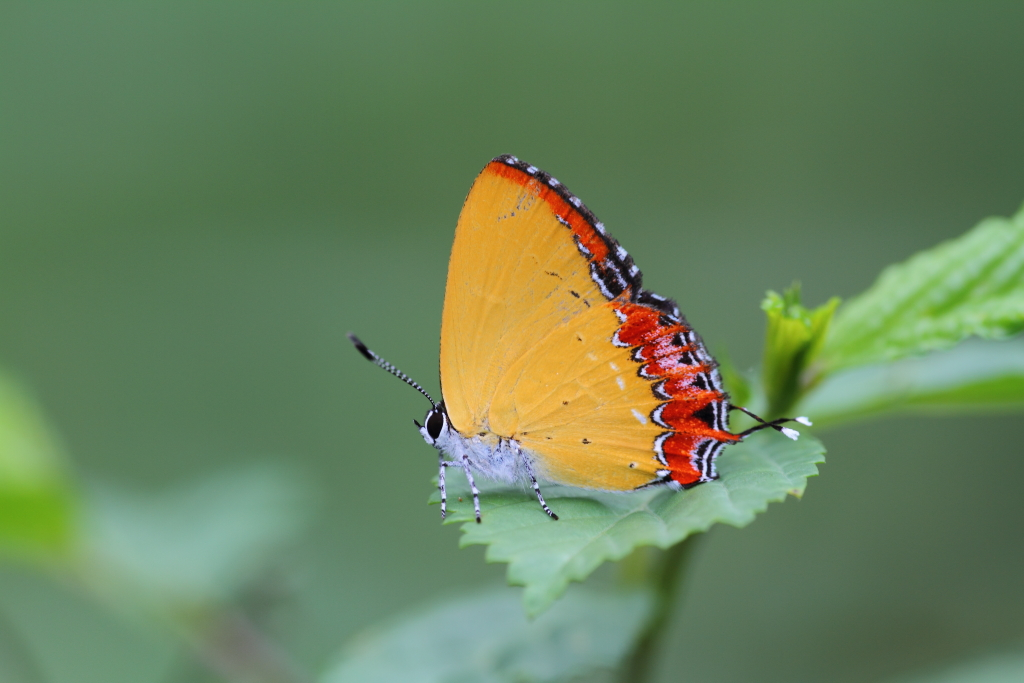